# Окланд класик 2010.
АСБ класик Окланд (енгл. ASB Classic Auckland) је један од два професионална ВТА тениска турнира, којим се сваке године отвара нова тениска сезона. Ове године одржан је двадсетпети пут у Окланду, Нови Зеланд од 4. јануара до 9. јануара. Играо се на отвореним теренима АСБ тенис центра, са тврдом подлогом.
Турнир је међународне категорије са наградним фондом од 220.000 долара. Победница у појединачној конкуренцији је освојила 280 ВТА поена.
У појединачној конкуренцији учествовале су 32 играчице из 17 земаља, а у игри парова 32 учеснице из 18 земаља
Титулу није бранила прошлогодишња победница руска тенисерка Јелена Дементјева, јер истовремено играла за репрезентацију Русије у Хопман купу.

### Носиоци у појединачној конкуренцији
| Бр. | Играчица              | Рејтинг |
| --- | --------------------- | ------- |
| 1   | Флавија Пенета        | 12      |
| 2   | Ли На                 | 15      |
| 3   | Јанина Викмајер       | 16      |
| 4   | Франческа Скјавоне    | 17      |
| 5   | Виржини Разано        | 19      |
| 6   | Јелена Веснина        | 23      |
| 7   | Араван Резај          | 25      |
| 8   | Анабел Медина Гаригес | 27      |

Рејтинг је са ВТА листе од 28. децембра 2009.

### Носиоци у игри парова
| Бр. | Пар                                                    | Рејтинг |
| --- | ------------------------------------------------------ | ------- |
| 1   | Кара Блек Зимбабве · Лајзел Хубер Сједињене Државе     | 1       |
| 2   | Сања Мирза Индија · Вирхинија Руано Паскуал Шпанија    | 47      |
| 3   | Флавија Пенета · Франческа Скјавоне Италија            | 48      |
| 4   | Јелена Веснина Русија · Риза Залемеда Сједињене Државе | 118     |

### Остали учесници турнира
Позвани од организатора ВК
Појединачно
- Кимико Дате Крум  Јапан (69)
- Марина Ераковић  Нови Зеланд (227)
- Јанина Викмајер  Белгија (16)

Парови
- Доминика Цибулкова  Словачка, Јанина Викмајер  Белгија
- Марина Ераковић  Нови Зеланд, Полона Херцог  Словенија

Пласирали се кроз квалификације КВ
- Едина Галович  Румунија (104)
- Стефани Коен Алоро  Француска (122)
- Моника Нукулеску  Румунија (103)
- Елена Балтача  Уједињено Краљевство (84)

## Победнице

### Појединачно
Јанина Бикмајер —-  Флавија Пенета 6:3, 6:2
- За Јанину Викмајер ово је била трећа ВТА титула у каријери

### Парови
Кара Блек / Лајзел Хубер —-  Натали Грандин / Лора Гранвил
- За Кара Блек ово је била 52 ВТА титула у игри парова а Лајзел Хубер 40 у каријери.